# Leugny (Vienne)
Leugny – miejscowość i gmina we Francji, w regionie Nowa Akwitania, w departamencie Vienne.
Według danych na rok 1990 gminę zamieszkiwały 362 osoby, a gęstość zaludnienia wynosiła 23 osoby/km² (wśród 1467 gmin regionu Poitou-Charentes Leugny plasuje się na 660. miejscu pod względem liczby ludności, natomiast pod względem powierzchni na miejscu 550.).